# Бали (пролив)
Ба́ли (индон. , яв. и балийск. Selat Bali) — пролив в акватории Малайского архипелага между индонезийскими островами Ява и Бали. Иногда встречается название Бали́йский пролив, не принятое в официальной российской картографии.
Имеет существенное значение для судоходства. С конца XX века индонезийскими властями рассматриваются планы строительства моста через пролив.

## Географическое положение

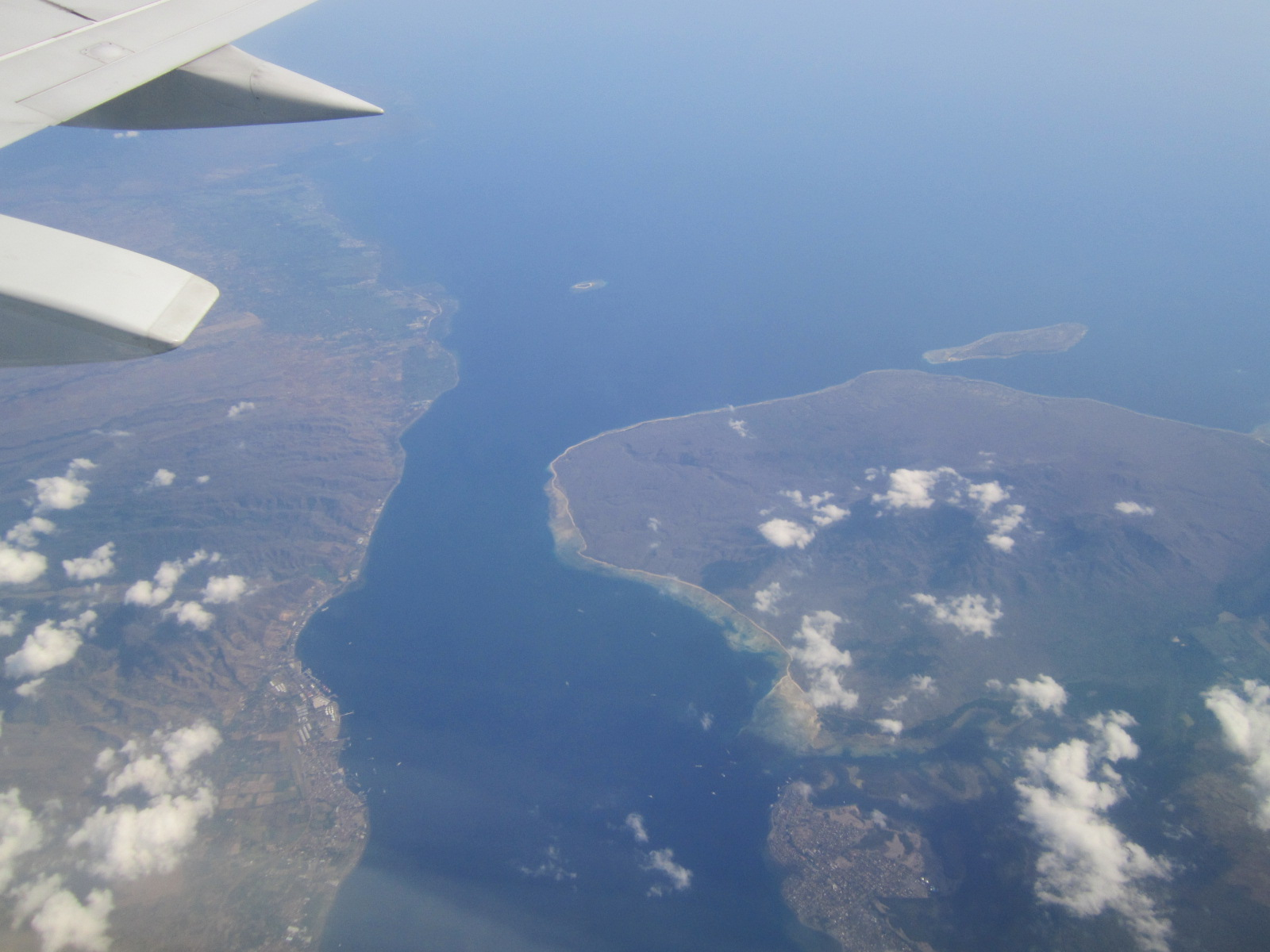
Самый узкий участок пролива Бали — вид с самолёта

Проходит между восточным побережьем Явы, относящейся к Большим Зондским островам Малайского архипелага, и юго-западным побережьем Бали — самого западного из островов Малой Зондской гряды. Соединяет акватории моря Бали, находящегося с северной стороны и относящегося к бассейну Тихого океана, и Индийского океана, находящегося с южной стороны.
Южная граница пролива определяется крайними точками полуострова Бламбанган, образующего юго-восточную оконечность Явы, и полуострова Букит — южной оконечности Бали: на этом участке ширина водного пространства превышает 50 км. Пролив постепенно сужается с юга на север и достигает минимальной ширины — чуть более 2 км — в своей северной части между крайней западной оконечностью Бали и центральным участком восточнояванского берега. Берега пролива изрезаны в целом не очень сильно, лишь на нескольких участках в сушу вдаются небольшие бухты и заливы.
Для рельефа дна характерен достаточно равномерный подъём с юга на север. Если в южной части пролива глубины превышают 800 метров, то максимальная глубина северного, наиболее узкого участка составляет не более 60 м. Как у яванского, так и у балийского берегов местами имеются небольшие коралловые рифы и скалы.
В проливе проходит административная граница между индонезийскими провинциями Восточная Ява и Бали. Берега пролива весьма плотно населены, в особенности, яванский. Поселения преимущественно сельского типа, наиболее крупный населённый пункт — Баньюванги, находящийся в центральной части яванского побережья.

## Природные условия
Температура воды подвержена достаточно заметным — по меркам экваториальных акваторий — сезонным колебаниям, предопределяемым периодами муссонных ветров. В период северо-западных муссонов (январь — март) её средний уровень составляет около 28—29 °C, тогда как в период юго-восточных (июль — сентябрь) он снижается до 26 °C. При этом вне зависимости от сезона температура воды в северной части пролива на 1—1,5 градуса ниже, чем в южной.

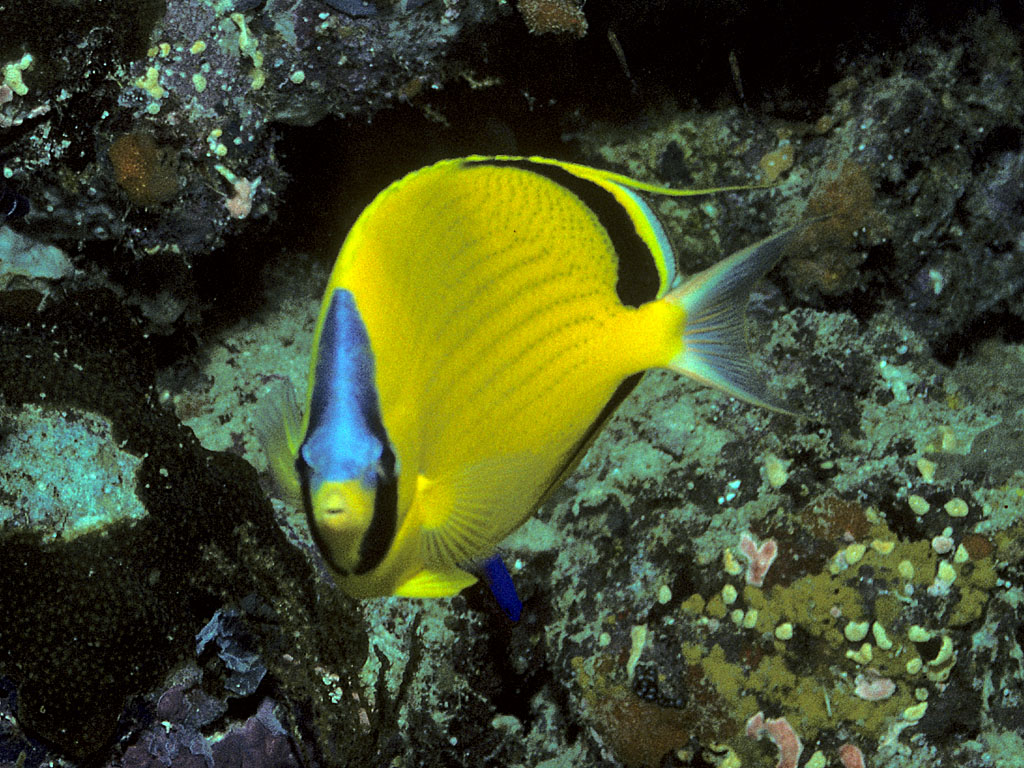
Chaetodon ephippium в акватории национального парка Бали-Барат

Уровень солёности более стабилен: около 33 ‰ в сезон северо-западных муссонов и около 34 ‰ в период юго восточных.
Морские течения в проливе имеют весьма сложную конфигурацию, в большой степени зависящую от муссонных сезонов: в период северо-западных ветров преобладающим является северный вектор, в период юго-восточных — южный. Максимальной скорости — до 13 км/ч — течения достигают в северной, наиболее узкой части пролива. Приливные течения имеют полусуточную амплитуду.
В начале XXI века проявились заметные негативные тенденции в развитии экологической обстановки в проливе и на его берегах, связанные с хозяйственной деятельностью человека. Фиксируются многочисленные случаи загрязнения воды промышленными отходами, минеральными удобрениями, а также химикатами, используемыми при золотодобыче, ведущейся на яванском берегу.
На балийском побережье, на западной оконечности острова, находится национальный парк Бали-Барат, в границы которого включено более 34 км² акватории пролива, изобилующей коралловыми рифами, а также более 155 км² прибрежной территории. На яванском берегу, на полуострове Бламбанган, находится национальный парк Алас-Пурво, под который отведено 434 км² прибрежной территории.

## Экономическое и транспортное значение

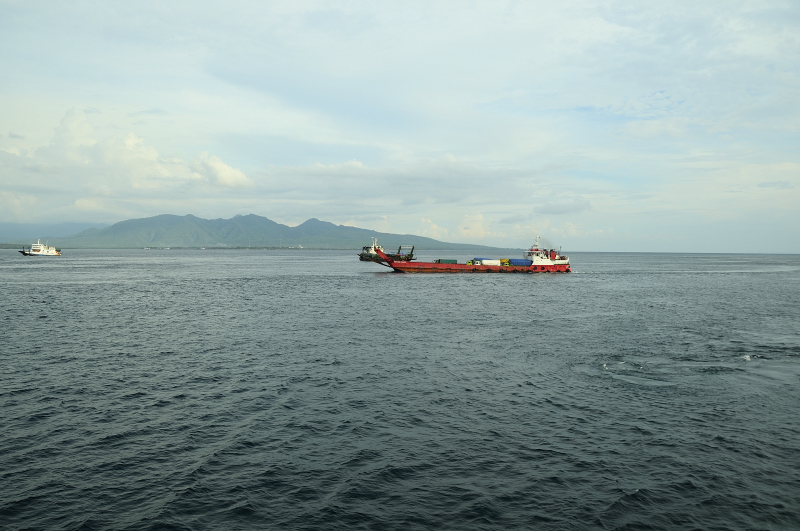
Балийский пролив — район интенсивного движения малых и средних судов

Судоходство в проливе достаточно активно, однако его возможности ограничены сравнительно небольшими глубинами — океанские суда с глубокой осадкой сюда не заходят, пользуясь для прохода из моря Бали в Индийский океан либо в обратном направлении более глубоководным и широким Ломбокским проливом, находящимся на относительно небольшом расстоянии к востоку.
Активно функционирует паромная переправа через пролив, яванский терминал которой находится в селении Кетапанг, балийский — в селении Гилиманук. Значительную часть её пассажирооборота обеспечивают индонезийские и иностранные туристы, посещающие курорты и достопримечательности Бали, многие из которых находятся непосредственно на побережье пролива.
Акватория залива является зоной активного рыболовства. Основной промысловый вид — Sardinella lemuru. Традиционно районы наиболее результативного её лова находятся в центральной и северной части пролива. Вместе с тем, в силу экологических проблем, а также слишком интенсивного вылова сардинеллы в предыдущие годы, с конца 2000-х годов уловы быстро сокращаются. Местные власти рассматривают вопрос о возможности введения временного запрета на промышленное рыболовство по крайней мере в отдельных участках акватории пролива.

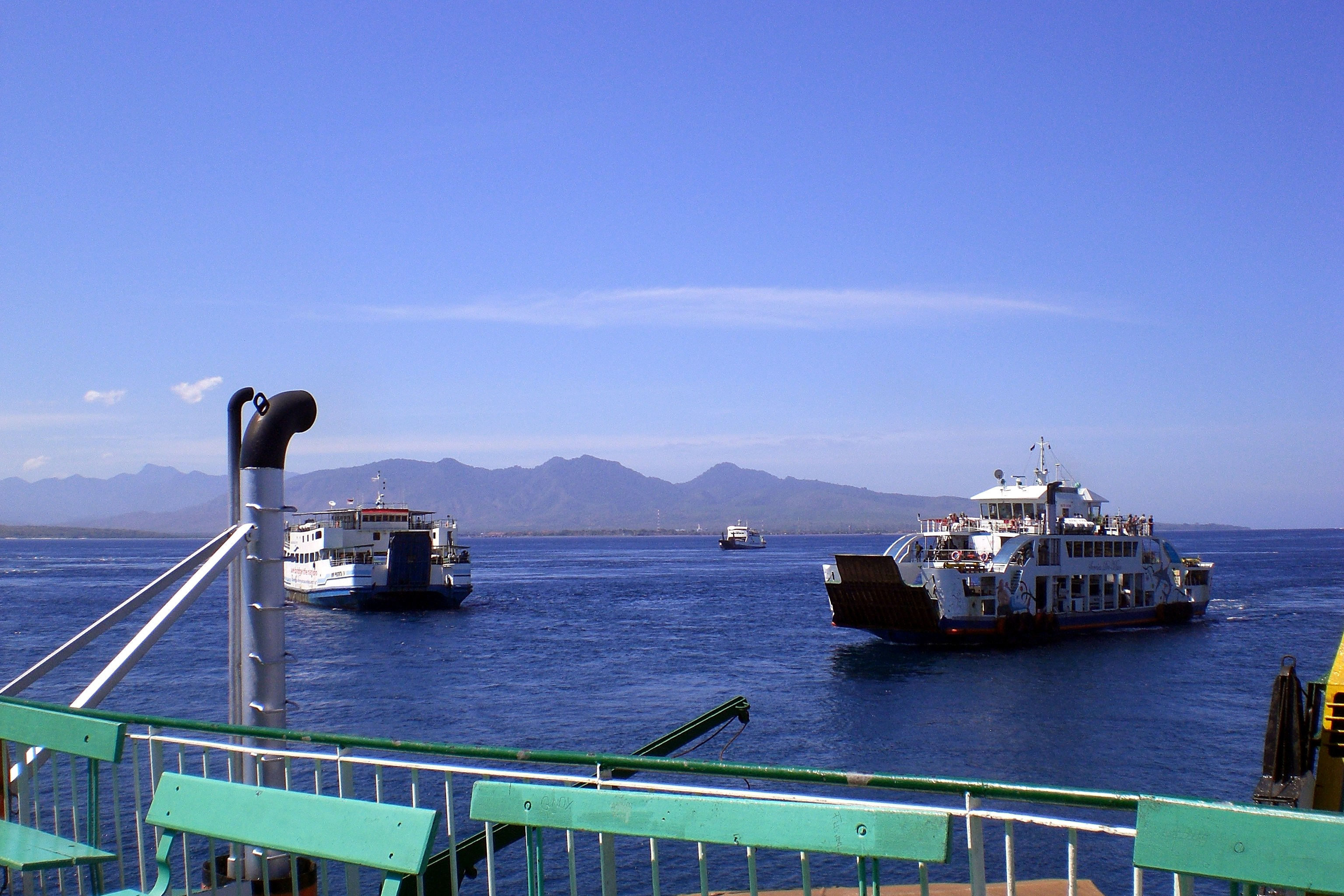
Паромы в яванском порту Кетапанг. Через пролив виден балийский берег

С конца 1960-х годов в индонезийских научно-технических кругах рассматривается возможность строительства моста через пролив Бали либо тоннеля под ним. В 1986 году вопрос был рассмотрен президентом Сухарто и передан в практическую проработку государственному министру по научным исследованиям и технологиям Б. Ю. Хабиби, впоследствии занимавшего посты вице-президента и президента Индонезии. В результате проект был вписан в масштабную инфраструктурную концепцию «Объединение трёх островов» (яв. Tri Nusa Bimasakti), предполагающую синхронизированное либо последовательное строительство мостов через Балийский и Зондский проливы либо соответствующих тоннелей. В 1997 году Сухарто было принято решение в пользу мостов в случае с обоими проливами, однако уже через год проектные работы были заморожены из-за разразившегося в стране острого социально-экономического и политического кризиса.
Проработка проекта возобновилась в середине 2000-х годов и резко активизировалась по мере успешного строительства моста Сурамаду через близлежащий Мадурский пролив, подтвердившего реалистичность подобной затеи для индонезийцев — как с технической, так и с финансовой точки зрения. Однако по состоянию на конец 2010-х годов руководство Индонезии не приняло окончательного решения в пользу постройки моста через Балийский пролив. Сдерживающими факторами в этом плане остаются как соображения финансового и технического характера, так и крайне негативное отношение к проекту со стороны местных властей Бали, усматривающих в нём серьёзную угрозу для социально-экономической, экологической и демографической обстановки на острове.